# マジョーネ
マジョーネ（伊: Magione）は、イタリア共和国ウンブリア州ペルージャ県にある、人口約15,000人の基礎自治体（コムーネ）。

## 地理

### 位置・広がり

#### 隣接コムーネ
隣接するコムーネは以下の通り。
- カスティリオーネ・デル・ラーゴ
- コルチャーノ
- パニカーレ
- パッシニャーノ・スル・トラジメーノ
- ペルージャ
- トゥオーロ・スル・トラジメーノ
- ウンベルティデ

### 気候分類・地震分類
マジョーネにおけるイタリアの気候分類 (it) および度日は、zona D, 2094 GGである。
また、イタリアの地震リスク階級 (it) では、zona 2 (sismicità media) に分類される。

## 歴史
1502年9月、チェーザレ・ボルジアに従っていたヴィテロッツォ・ヴィテッリらコンドッティエーレ（傭兵隊長）たちが当地で会合を持ち、チェーザレ打倒の連合を結んだ。彼らを「マジョーネ連合」と呼び、10月からの彼らの反乱を「マジョーネの乱」と呼ぶ。彼らは一時期チェーザレを窮地に立たせたが、数か月で鎮定された。

## 行政

### 分離集落
マジョーネには、以下の分離集落（フラツィオーネ）がある。
- Agello, Antria, Borgogiglione, Caligiana, Collesanto, Montecolognola, Monte del Lago, Montemelino, Montesperello, San Feliciano, San Savino, Sant'Arcangelo, Soccorso, Torricella, Villa